# Папський комітет з історичних наук
Па́пський коміте́т з істори́чних нау́к (італ. Pontificio Comitato di Scienze Storiche) — дикастерія Римської курії. Папський комітет з історичних наук заснував Папа Римський Пій XII 7 квітня 1954 року, для вивчення церковної історії Святого Престолу.
Тепер до його складу належать 30 членів. Головою комітету є польський священник-єзуїт Марек Інґльот.

## Голови Папського комітету з історичних наук
- Піо Паскіні — (1954—1962);
- Мікеле Маккарроне — (1963—1989);
- Віктор Саксер — (1989—1998);
- Вальтер Брандмюллер — (1998—2009);
- Бернар Ардура — (2009—2023);
- Марек Інґльот — (з 2023).